# 杰克·摩尔
约翰·T·摩尔（英語：John T. Moore，1932年9月24日—），美国NBA联盟的前职业篮球运动员。